# Las Niemysłowicki

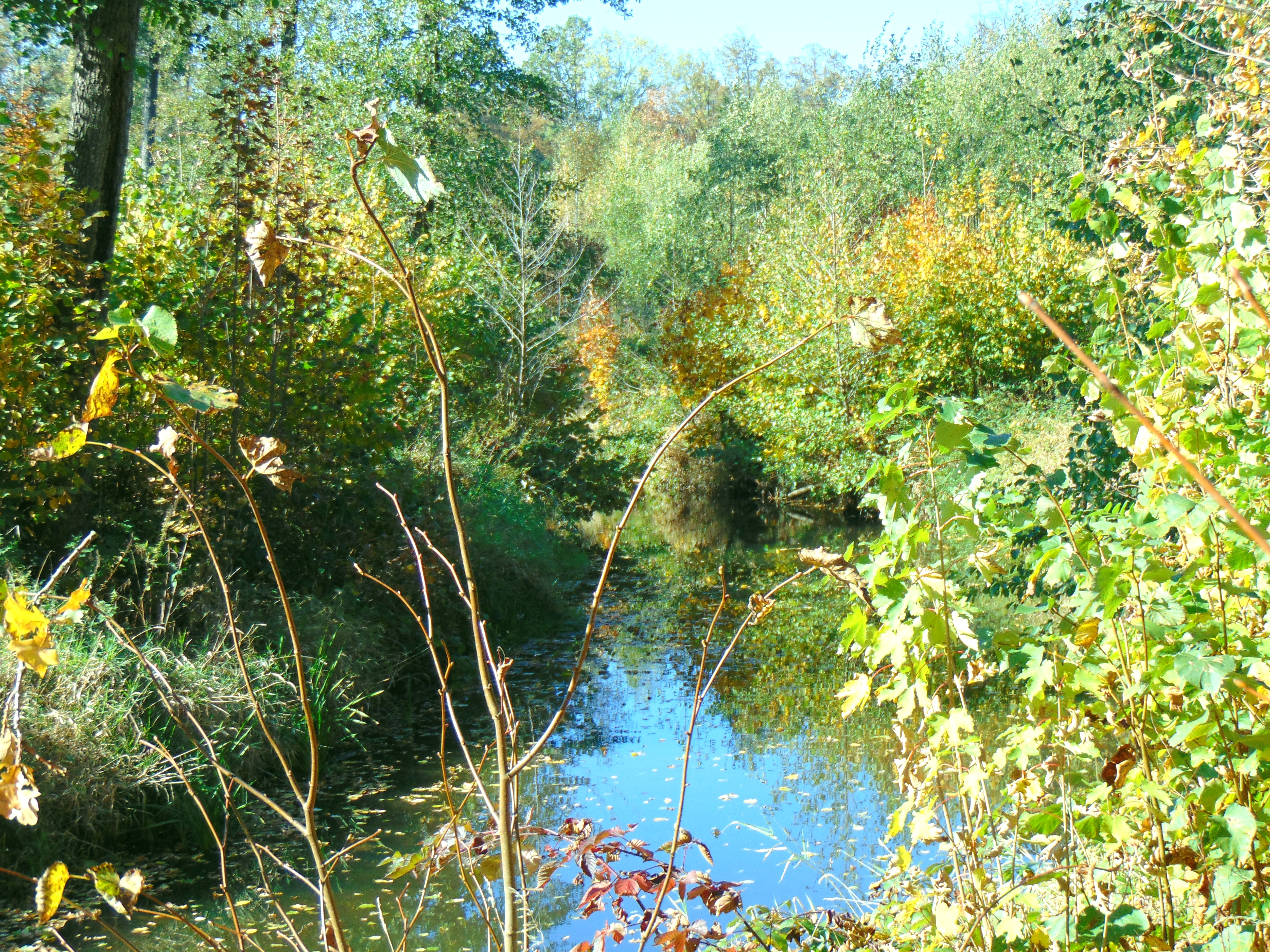
Rozlewisko w Lesie Niemysłowickim

Las Niemysłowicki – kompleks leśny położony pomiędzy Niemysłowicami, Prudnikiem, Łąką Prudnicką, Spalonym Dworem i Szybowicami.

## Historia
W średniowieczu na terenie lasu występowało wiele jadowitych żmij, od czego wzięła się jego niemiecka nazwa „Hoterwald”, „Otterwald”, „Ottersee”, co można przetłumaczyć na „Żmijnik”, „Żmijowiec”, „Las Żmijowy”.
Las należał do właścicieli zamku w Łące Prudnickiej, czyli Mettichów, a później Choltitzów. Nad rzeką Prudnik, która przepływa przez las, znajdował się młyn wodny zwany „Żmijowym Młynem”. Zostały przy nim zbudowane również stawy rybne. Służyły one do nauki wiosłowania członków grupy marynistycznej z Prudnika.
Las był miejscem wypoczynku rodziny von Choltitz. Były w nim organizowane spacery i polowania.
W czasie III powstania śląskiego w Lesie Niemysłowickim rozstrzeliwano Polaków skazanych na śmierć przez sądy kapturowe w Prudniku i Łące Prudnickiej. W 1925 ich zwłoki zostały przez Niemców ekshumowane i wywiezione w nieznanym kierunku.